# Патрік-Спрінгс (Вірджинія)
Патрік-Спрінгс (англ. Patrick Springs) — переписна місцевість (CDP) в США, в окрузі Патрік штату Вірджинія. Населення — 1813 особи (2020).

## Географія
Патрік-Спрінгс розташований за координатами 36°38′4″ пн. ш. 80°11′55″ зх. д. / 36.63444° пн. ш. 80.19861° зх. д. (36.634348, -80.198515).  За даними Бюро перепису населення США в 2010 році переписна місцевість мала площу 40,25 км², уся площа — суходіл.

## Демографія
Згідно з переписом 2010 року, у переписній місцевості мешкало 1845 осіб у 809 домогосподарствах у складі 547 родин. Густота населення становила 46 осіб/км².  Було 937 помешкань (23/км²).
Расовий склад населення:
| - 87,6 % — білих - 9,0 % — чорних або афроамериканців - 0,1 % — корінних американців - 0,1 % — азіатів - 1,7 % — осіб інших рас |

До двох чи більше рас належало 1,5 %. Частка іспаномовних становила 3,0 % від усіх жителів.
За віковим діапазоном населення розподілялося таким чином: 18,1 % — особи молодші 18 років, 60,9 % — особи у віці 18—64 років, 21,0 % — особи у віці 65 років та старші. Медіана віку мешканця становила 46,2 року. На 100 осіб жіночої статі у переписній місцевості припадало 90,4 чоловіків;  на 100 жінок у віці від 18 років та старших — 92,7 чоловіків також старших 18 років.
Середній дохід на одне домашнє господарство  становив 48 756 доларів США (медіана — 31 856), а середній дохід на одну сім'ю — 64 965 доларів (медіана — 44 844). За межею бідності перебувало 9,2 % осіб, у тому числі 14,5 % дітей у віці до 18 років та 3,5 % осіб у віці 65 років та старших.
Цивільне працевлаштоване населення становило 675 осіб. Основні галузі зайнятості: освіта, охорона здоров'я та соціальна допомога — 28,6 %, виробництво — 23,6 %, роздрібна торгівля — 12,9 %, науковці, спеціалісти, менеджери — 8,4 %.